# Ronald Borchers
Ronald Borchers (Frankfurt am Main, 1957. augusztus 10. – Frankfurt am Main, 2024. augusztus 18.) nyugatnémet válogatott német labdarúgó, középpályás, edző.

## Pályafutása

### Klubcsapatban
1975 és 1984 között az Eintracht Frankfurt labdarúgója volt, ahol egy nyugatnémetkupa-győzelmet ért el és tagja volt az 1979–80-as idényben UEFA-kupa-győztes együttesnek. 1984–85-ben az Arminia Bielefeld, 1985–86-ban a svájci Grasshoppers, 1986–87-ben a Waldhof Mannheim, 1987 és 1989 között az FSV Frankfurt, 1989 és 1991 között a Kickers Offenbach játékosa volt. 1991 92-ben az Eintracht Frankfurt amatőr csapatában játszott. 1992–93-ban az SV Bernbach együttesében fejezte be az aktív játékot.

### A válogatottban
1978 és 1981 között hat alkalommal szerepelt a nyugatnémet válogatottban.

### Edzőként
Edzői pályafutását 1994–95-ben utolsó klubjánál az SV Bernbachnál kezdte. Olyan nevesebb klubok edzője volt, mint a Kickers Offenbach (1996–97), az FSV Frankfurt (1998), a Viktoria Aschaffenburg (2008–09) és a Wormatia Worms (2010–2012).

## Sikerei, díjai
Eintracht Frankfurt
- Nyugatnémet kupa (DFB Pokal)
  - győztes: 1981
- UEFA-kupa
  - győztes: 1979–80

## Statisztika

### Mérkőzései a válogatottban
| NSZK | NSZK                 | NSZK                                   | NSZK          | NSZK     | NSZK       | NSZK         | NSZK  | NSZK    |
| #    | Dátum                | Helyszín                               | Hazai         | Eredmény | Vendég     | Kiírás       | Gólok | Esemény |
| ---- | -------------------- | -------------------------------------- | ------------- | -------- | ---------- | ------------ | ----- | ------- |
| 1.   | 1978. december 20.   | Düsseldorf, Rheinstadion               | NSZK          | 3 – 1    | Hollandia  | barátságos   | -     | 79'     |
| 2.   | 1979. április 1.     | İzmir, İzmir Atatürk Stadion           | Törökország   | 0 – 0    | NSZK       | Eb-selejtező | -     |         |
| 3.   | 1980. december 3.    | Szófia, Vaszil Levszki Nemzeti Stadion | Bulgária      | 1 – 3    | NSZK       | vb-selejtező | -     | 72'     |
| 4.   | 1981. május 24.      | Lahti, Lahti Stadion                   | Finnország    | 0 – 4    | NSZK       | vb-selejtező | -     | 76'     |
| 5.   | 1981. szeptember 2.  | Chorzów, Stadion Śląski                | Lengyelország | 0 – 2    | NSZK       | barátságos   | -     |         |
| 6.   | 1981. szeptember 23. | Bochum, Ruhrstadion                    | NSZK          | 7 – 1    | Finnország | vb-selejtező | -     |         |
|      | Összesen             |                                        |               | 6        | mérkőzés   |              | 0     | gól     |